# جيانلوكا ماغر
جيانلوكا ماغر (مواليد 1 ديسمبر 1994) هو لاعب تنس محترف إيطالي، أعلى تصنيف له في الفردي كان ال62 في نوفمبر 2021.

## روابط خارجية
- جيانلوكا ماغر على موقع رابطة محترفي التنس (الإنجليزية)
- جيانلوكا ماغر على موقع الاتحاد الدولي لكرة المضرب (الإنجليزية)
- جيانلوكا ماغر على موقع خلاصة التنس.كوم (الإنجليزية)
- جيانلوكا ماغر على موقع إي إس بي إن.كوم (الإنجليزية)